# Skate Canada 1997
Navigation
Édition précédente Édition suivante
Le Skate Canada (ou Internationaux Patinage Canada) est une compétition internationale de patinage artistique qui se déroule au Canada au cours de l'automne. Il accueille des patineurs amateurs de niveau senior dans quatre catégories: simple messieurs, simple dames, couple artistique et danse sur glace.
Le vingt-quatrième Skate Canada est organisé du 6 au 9 novembre 1997 au Metro Centre de Halifax dans la province de la Nouvelle-Écosse. Il est la troisième compétition de la Série des champions ISU senior de la saison 1997/1998.

## Résultats

### Messieurs
| Rang | Nom              | Pays        | Points | Prog. court | Prog. libre |
| ---- | ---------------- | ----------- | ------ | ----------- | ----------- |
| 1    | Elvis Stojko     | Canada      | 1.5    | 1           | 1           |
| 2    | Ilia Kulik       | Russie      | 3.0    | 2           | 2           |
| 3    | Michael Tyllesen | Danemark    | 4.5    | 3           | 3           |
| 4    | Yamato Tamura    | Japon       | 7.0    | 4           | 5           |
| 5    | Laurent Tobel    | France      | 9.0    | 10          | 4           |
| 6    | Cornel Gheorghe  | Roumanie    | 10.0   | 8           | 6           |
| 7    | Daniel Hollander | États-Unis  | 10.0   | 6           | 7           |
| 8    | Jeffrey Langdon  | Canada      | 10.5   | 5           | 8           |
| 9    | Neil Wilson      | Royaume-Uni | 12.5   | 7           | 9           |
| 10   | Ravi Walia       | Canada      | 14.5   | 9           | 10          |
| 11   | Sven Meyer       | Allemagne   | 17.0   | 12          | 11          |
| 12   | Markus Leminen   | Finlande    | 17.5   | 11          | 12          |

### Dames
| Rang | Nom                 | Pays       | Points | Prog. court | Prog. libre |
| ---- | ------------------- | ---------- | ------ | ----------- | ----------- |
| 1    | Michelle Kwan       | États-Unis | 1.5    | 1           | 1           |
| 2    | Maria Butyrskaya    | Russie     | 3.0    | 2           | 2           |
| 3    | Surya Bonaly        | France     | 4.5    | 3           | 3           |
| 4    | Szusanna Szwed      | Pologne    | 6.0    | 4           | 4           |
| 5    | Nicole Bobek        | États-Unis | 9.0    | 6           | 6           |
| 6    | Olga Markova        | Russie     | 9.5    | 5           | 7           |
| 7    | Vanessa Gusmeroli   | France     | 10.5   | 11          | 5           |
| 8    | Julia Lautowa       | Autriche   | 12.0   | 8           | 8           |
| 9    | Rena Inoue          | Japon      | 12.5   | 7           | 9           |
| 10   | Alisa Drei          | Finlande   | 14.5   | 9           | 10          |
| 11   | Brandi-Lee Rousseau | Canada     | 17.0   | 12          | 11          |
| 12   | Keyla Ohs           | Canada     | 17.0   | 10          | 12          |

### Couples
| Rang | Nom                                       | Pays        | Points | Prog. court | Prog. libre |
| ---- | ----------------------------------------- | ----------- | ------ | ----------- | ----------- |
| 1    | Oksana Kazakova / Artur Dmitriev          | Russie      | 1.5    | 1           | 1           |
| 2    | Marina Khaltourina / Andrei Krioukov      | Kazakhstan  | 3.5    | 3           | 2           |
| 3    | Sarah Abitbol / Stéphane Bernadis         | France      | 4.0    | 4           | 2           |
| 4    | Dorota Zagórska / Mariusz Siudek          | Pologne     | 6.5    | 5           | 4           |
| 5    | Kristy Sargeant / Kris Wirtz              | Canada      | 7.0    | 2           | 6           |
| 6    | Michelle Menzies / Jean-Michel Bombardier | Canada      | 8.0    | 6           | 5           |
| 7    | Shelby Lyons / Brian Wells                | États-Unis  | 10.5   | 7           | 7           |
| 8    | Danielle McGrath / Stephen Carr           | Australie   | 12.0   | 8           | 8           |
| 9    | Samantha Marchant / Chad Hawse            | Canada      | 13.5   | 9           | 9           |
| 10   | Lesley Rogers / Michael Aldred            | Royaume-Uni | 15.0   | 10          | 10          |

### Danse sur glace
| Rang    | Nom                                       | Pays       | Points | Danse imposée | Danse originale | Danse libre |
| ------- | ----------------------------------------- | ---------- | ------ | ------------- | --------------- | ----------- |
| 1       | Shae-Lynn Bourne / Victor Kraatz          | Canada     | 2.0    | 1             | 1               | 1           |
| 2       | Elizabeth Punsalan / Jerod Swallow        | États-Unis | 4.4    | 3             | 2               | 2           |
| 3       | Irina Lobatcheva / Ilia Averboukh         | Russie     | 5.6    | 2             | 3               | 3           |
| 4       | Margarita Drobiazko / Povilas Vanagas     | Lituanie   | 8.0    | 4             | 4               | 4           |
| 5       | Chantal Lefebvre / Michel Brunet          | Canada     | 11.0   | 6             | 6               | 5           |
| 6       | Elizaveta Stekolnikova / Dmitri Kazarlyga | Kazakhstan | 12.0   | 5             | 5               | 7           |
| 7       | Dominique Deniaud / Martial Jaffredo      | France     | 13.0   | 7             | 7               | 6           |
| 8       | Albena Denkova / Maxim Staviski           | Bulgarie   | 16.0   | 8             | 8               | 8           |
| 9       | Naomi Lang / Peter Tchernyshev            | États-Unis | 19.0   | 9             | 9               | 10          |
| 10      | Nozomi Watanabe / Akiyuki Kido            | Japon      | 20.0   | 11            | 11              | 9           |
| Abandon | Angelika Führing / Bruno Ellinger         | Autriche   |        | 10            | 10              |             |

## Sources
- Résultats du Skate Canada 1997
- Patinage Magazine N°60 (janvier 1998)